# I Międzynarodowa Konferencja Pracy Socjalnej
I Międzynarodowa Konferencja Pracy Socjalnej (ang. The First International Conference of Social Work, skr. FICSW) – pierwsza w historii międzynarodowa konferencja branżowa środowisk związanych z pracą socjalną. Odbyła się w Paryżu w dniach 2-13 lipca 1928.

## Organizacja i przebieg
Głównym organizatorem wydarzenia był belgijski lekarz i pracownik socjalny, dr René Sand. Pomysł zorganizowania konferencji zrodził się oddolnie, podczas spotkań europejskich i japońskich pracowników służb społecznych, którzy zetknęli się m.in. na konferencjach w Atlantic City w 1919 i w Waszyngtonie w 1923. Komitet organizacyjny sformował się w 1924 podczas krajowej konferencji w Toronto. W 1925 Rada Generalna Ligi Stowarzyszeń Czerwonego Krzyża wsparła finansowo projekt. W 1927 powołano komitet wykonawczy (po spotkaniach w Paryżu i Pradze). Czynne wsparcie dla konferencji zgłosiły rządy niektórych państw, organizacje pozarządowe i sektor prywatny, a uczestnicy uzyskali zniżki na przejazdy koleją francuską. W przeddzień otwarcia tereny zwiedzał prezydent Francji, Gaston Doumergue.
Była najliczniejszą częścią dwutygodniowego, skupiającego około 5000 uczestników, wydarzenia pod nazwą International Social Welfare Fornight, łączącego m.in. urbanistów, opiekunów dzieci, działaczy społecznych oraz socjalnych i innych. Podczas konferencji omawiano m.in. zagadnienia współpracy interdyscyplinarnej, działalność międzynarodową z poszanowaniem tożsamości narodowej, podnoszenie poziomu profesjonalizmu w zakresie kształcenia kadry profesjonalnych pracowników socjalnych oraz nawiązywanie branżowych kontaktów międzynarodowych. Podczas konferencji narodziła się idea utworzenia Międzynarodowego Stowarzyszenia Pracowników Socjalnych. Łącznie w obradach udział wzięło 2481 delegatów z 42 państw Europy, Azji, Afryki i obu Ameryk (z Francji pochodziły 1084 osoby, z USA – 279, z Niemiec – 225, z Polski – 138, z Belgii – 130, z Wielkiej Brytanii – 106, liczne były też delegacje z Włoch, Szwajcarii, Chile i Czechosłowacji, Japonia przysłała 21 delegatów, a z Afryki przybyli przedstawiciele tylko dwóch państw: Egiptu i RPA).
Obrady toczyły się w koncertowej Salle Pleyel przy Rue du Faubourg-Saint-Honoré 252. Przewodniczącą konferencji była Alice Masaryková, założycielka Czeskiego Czerwonego Krzyża, a skarbnikiem Andre Pallain z Czerwonego Krzyża. Środki na sfinansowanie wydarzenia pochodziły głównie z kasy Ligi Stowarzyszeń Czerwonego Krzyża, komitetów krajowych tej organizacji, Fundacji Carnegie, Fundacji Laury Spelman Rockefeler, Fundacji Milbank i Fundacji Russella Sage'a.

## Uczestnicy
Do uczestników konferencji należeli m.in.:
- Edith Abbott, amerykańska ekonomistka,
- Percy Alden, brytyjski polityk socjalny,
- Richard Clarke Cabot, amerykański lekarz,
- Homer Folks, amerykański socjolog,
- Porter Raymond Lee, amerykański pracownik socjalny[1].

W wydarzeniu wzięli udział naukowcy z takich uczelni, jak: Uniwersytet Chicagowski, Bryn Mawr College, Uniwersytet Fordham, Uniwersytet Harvarda, Uniwersytet Minnesoty, Uniwersytet Columbia, Uniwersytet Yale, Sarah Lawrence College, Uniwersytet Johnsa Hopkinsa, Tulane University, Loyola Marymount University, College of William & Mary, Marquette University, Simmons College, Michigan State Normal College.

## Następne konferencje
II Międzynarodowa Konferencja Pracowników Socjalnych odbyła się w dniach 10-14 lipca 1932 we Frankfurcie nad Menem. Trzecia (ostatnia przed wybuchem II wojny światowej), miała miejsce w Londynie, w 1936. Czwarta, pierwotnie planowana w Pradze na 1940, odbyła się dopiero w 1948 w Nowym Jorku i Atlantic City.